# Granatello
Granatello (in napoletano: Ranatiéllo)  è un piccolo golfo, con un porticciolo, sul quale si affaccia la città di Portici. Il nome deriva dal fatto che nel Settecento, tra Villa Menna di Portici fino al Convento della Santa Maria, erano presenti molte piante di melograno (in napoletano Ranate).

## Storia
La storia del Granatello si incrocia con quella della Reggia di Portici.
La Reggia fu fatta edificare da Carlo di Borbone e venne realizzata tra il 1738 e il 1742 con un progetto architettonico commissionato ad Antonio Canevari, richiamato in Italia proprio da Carlo di Borbone per dare seguito, assieme ad altri architetti di fama dell'epoca, ad un ambizioso programma di opere pubbliche e di rappresentanza nel Regno di Napoli.

Carlo di Borbone, dopo aver commissionato l'edificazione della dimora reale, nel 1740 fece costruire un fortino, denominato "Fortino del Granatello", per impedire eventuali 
attacchi esterni dal mare  e nel 1773 il suo successore Ferdinando IV, pensò di ampliare l’opera paterna facendo costruire un piccolo porto nella marina del Granatello, inizialmente per il ricovero delle galeote reali, il cui progetto, che prevedeva la presenza di due moli, venne affidato all’ingegnere Carrabba e i cui lavori, iniziati nel febbraio del 1774 e diretti dall'architetto Giovanni Buompiede, si protrassero fino al 1780; i costi di realizzazione ammontarono a circa 30.000 ducati.
Nei primi anni, il porto non ebbe una grande importanza commerciale, ma a partire dal 1840 divenne lo sbocco di parte della produzione dello stabilimento industriale di Pietrarsa dopo che nel 1839 sotto Ferdinando II, Portici era stata collegata con Napoli con la Ferrovia Napoli-Portici.
Con la fine del Regno delle due Sicilie e l'Unità d'Italia il porto diventò uno scalo commerciale avendo assunto la zona sempre più l'assetto di un’area industriale con la costruzione nelle aree circostanti di magazzini e depositi, che hanno incrementato sempre di più l'attività mercantile.  La zona iniziò ad assumere sempre più l’assetto di un’area industriale.
La costruzione del porto finì per trasformaree Portici in una vera e propria città marittima e investita da una forte crescita socio-culturale rendendo Il Granatello crocevia di importanti rotte commerciali e un incremento della rete degli scambi mercantili, con grosse barche a vela, chiamate gozzoni, in entrata e in uscita dal porto carichi di agrumi, olio, grano, carbone, calce, legno, pietra lavica e cereali.
Nel corso del primo mezzo secolo dopo la proclamazione del Regno d'Italia il "Granatello" sviluppò molto la sua attività mercantile, diventando nel 1910 porto di seconda categoria.
Il periodo di massimo sviluppo del porto risale alla Seconda Guerra Mondiale ed agli anni successivi, in quanto divenne satellite del porto di Napoli, conferendo ancora più importanza alla zona. Il porto fu colpito poi da un forte abusivismo con l'apertura di ristoranti e locali abusivi.
Oggi il litorale appare come un ampio specchio d'acqua dove sostano numerose barche da diporto ed è una bellezza storica da rivalutare. Nell’area del porticciolo del Granatello è presente il famosissimo Bagno della Regina, un emiciclo a due piani con cabine disposte su una balconata a ferro di cavallo, che costituisce il primo esempio di architettura balneare in Europa, che oggi è parte integrante di Villa d'Elboeuf, la prima delle Ville vesuviane del Miglio d'oro e attualmente in fase di restauro, alla cui costruzione sono dovuti i primi ritrovamenti dei resti dell'antica Ercolano. A causa del degrado il 5 febbraio 2014, un'ampia porzione del muro esterno della villa, che costeggia la linea ferroviaria, è crollata finendo sulle rotaie, interrompendo il traffico sulla tratta tra Napoli e Torre Annunziata e solo il 12 aprile 2015, dopo oltre un anno di attesa i treni regionali sono tornati a percorrere la linea Napoli-Salerno grazie alla costruzione di una galleria artificiale, la rimozione dei ponteggi abusivi e la messa in sicurezza del palazzo settecentesco.